# Битва при Чандаваре
Би́тва при Чандава́ре произошла между правителем Гуридского султаната Мухаммадом Гури и Джаячандрой из Канауджа из династии Гахадавала в 1194 году. Она произошла в Чандаваре (современный Чандавар близ Фирозабада), на реке Ямуна недалеко от Агры. Победа в этой битве дала Мухаммеду контроль над большей частью северной Индии. Битва была ожесточенной, пока Джаячандра не был убит, а его армия разгромлена.